# Ekstremalnie niestosowne!
Ekstremalnie niestosowne! (jap. 不適切にもほどがある! Futekisetsu ni mo Hodo ga Aru!) – japoński komediodramat z 2024 roku opowiadający o mężczyźnie i jego przyjaciołach, którzy podróżują w czasie między 1986 rokiem (okresem Shōwa) a 2024 rokiem (okresem Reiwa).
Utwór przewodni dramy „Nidone” (二度寝) został wykonany przez duet Creepy Nuts.

## Zarys fabuły
Samotny ojciec, który dziwnym trafem znalazł się w 2024 roku, desperacko pragnie wrócić do 1986 roku, gdyż jego mentalność epoki Shōwa zdaje się dziś być nie na miejscu.

## Fabuła
Ichiro, „Stary człowiek z ery Shōwa (z 1986 roku)”, słabo świadomy przestrzegania zasad, wygłasza uwagi, które delikatnie mówiąc, można nazwać „nieodpowiednimi” w erze Reiwa (w 2024 roku). Jednak skrajne poglądy Ichiro dają szansę na refleksję mieszkańcom Reiwy. Mimo że czasy zmieniły się pomiędzy oboma okresami, niektóre rzeczy pozostają niezmienione, takie jak uczucia rodziców do dzieci, poczucie wyobcowania dzieci od rodziców i uczucia miłości do kogoś innego. Ta drama ukazuje także więź łączącą Ichiro, który stracił żonę, z jedyną córką, oraz ludźmi, których spotyka podczas podróży w czasie.

## Obsada

### Główna
- Sadawo Abe jako Ichiro Ogawa
- Riisa Naka jako Nagisa Inushima
- Hayato Isomura jako Mutsumi Akitsu
- Yuumi Kawai jako Junko Ogawa
- Manato Sakamoto jako Kiyoshi Sakisaka
- Yō Yoshida jako Sakae Sakisaka

### W pozostałych rolach
- Hiroki Miyake jako Masakazu Inoue
- Yoshihiko Hakamada jako Właściciel baru z 1986 roku
- Ayumu Nakajima jako Yasumori
- Koji Yamamoto jako Kazuya Kurita
- Hiroki Miyake jako Masakazu Inoue z 2024 roku
- Ryō Nishikido jako Yuzuru Inushima z 1990 roku
- Arata Furuta jako Yuzuru Inushima z 2024 roku

## Odcinki/Streszczenie
Odc. 1
Pewnego dnia w 1986 roku trener baseballa ze szkoły średniej zasypia w autobusie. Po przebudzeniu zauważa, że ludzie zachowują się bardzo dziwnie.
Odc. 2
Ichiro wreszcie sobie uświadamia, że matka Kiyoshiego dzwoni z przeszłości. Pracownica kawiarni szczerze opowiada o swoich problemach.
Odc. 3
Junko trafia do popularnego programu rozrywkowego. W teraźniejszości Nagisa w ostatniej chwili znajduje zastępstwo dla wywołującego liczne skandale prezentera.
Odc. 4
Ichiro uczy się korzystać z aplikacji do przesyłania wiadomości. Tymczasem w 1986 roku Junko denerwuje się, że ktoś inny zakochuje się w Kiyoshim.
Odc. 5
Ojciec Nagisy opowiada Ichiro o tym, jak poznał Junko. Sakae dowiaduje się, że uczeń z klasy Kiyoshiego nie chce przychodzić do szkoły.
Odc. 6
Ichiro udziela rad producentce telewizyjnej, którą martwi przestarzałe podejście starszego scenarzysty, wspólnie z którym ma stworzyć nowy serial.
Odc. 7
Junko spotyka się z fryzjerem o imieniu Naoki, który zaprasza ją na randkę. W roku 1986 Mutchy gniewnie domaga się, żeby Kiyoshi powiedział mu, gdzie jest Junko.
Odc. 8
Prezenter telewizyjny, który okrył się hańbą z powodu zdrady, ma nadzieję, że uda mu się odkupić winy. Kiedy jednak jego wysiłki spełzają na niczym, prosi Ichiro o radę.
Odc. 9
Jedna ze współpracownic Nagisy skarży się na nią Ichiro z powodu słów, jakie wypowiedziała o pracujących matkach podczas wywiadu do wewnętrznego magazynu
Odc. 10
Ichiro zabiera Nagisę do roku 1986, aby mogła ostatni raz zobaczyć Junko. Mężczyzna wraca do nauczania, ale zaczyna kwestionować eksperymenty społeczne swoich czasów

## Harmonogram transmisji
| Odc. | Data emisji      | Podtytuł (Kanji)                | Podtytuł (Rōmaji)                  | Oglądalność | Przy   |
| --- | ---------------- | ------------------------------- | ---------------------------------- | ----------- | ------ |
| 1 | 26 stycznia 2024 | 頑張れって言っちゃダメですか?   | Ganbare tte itcha damedesu ka?     | 7.6%        | [ 5 ]  |
| 2 | 2 lutego 2024    | 一人で抱えちゃダメですか?       | Hitori de kakaecha damedesu ka?    | 7.1%        | [ 6 ]  |
| 3 | 9 lutego 2024    | 可愛いって言っちゃダメですか?   | Kawaii tte itcha damedesu ka?      | 7.1%        | [ 7 ]  |
| 4 | 16 lutego 2024   | 既読スルーしちゃダメですか?     | Kidoku surū shicha damedesu ka?    | 6.7%        | [ 8 ]  |
| 5 | 23 lutego 2024   | 隠しごとしちゃダメですか?       | Kakushigoto shicha damedesu ka?    | 8.3%        | [ 9 ]  |
| 6 | 1 marca 2024     | 昔話しちゃダメですか?           | Mukashibanashi shicha damedesu ka? | 8.3%        | [ 10 ] |
| 7 | 8 marca 2024     | 回収しなきゃダメですか?         | Kaishū shinakya damedesu ka?       | 6.9%        | [ 11 ] |
| 8 | 15 marca 2024    | 1回しくじったらダメですか?      | 1-Kai shikujittara damedesu ka?    | 6.8%        | [ 12 ] |
| 9 | 22 marca 2024    | 分類しなきゃダメですか?         | Bunrui shinakya damedesu ka?       | 7.4%        | [ 13 ] |
| 10 | 29 marca 2024    | アップデートしなきゃダメですか? | Appudēto shinakya damedesu ka?     | 7.9%        | [ 14 ] |
| *W powyższej tabeli, niebieskie liczby oznaczają najniższe oceny, a czerwone najwyższe. *Średnia ocena widowni: 7,4%（Oceny odbiorców są oparte na badaniach regionu Kantō przeprowadzonych przez Video Research) |                  |                                 |                                    |             |        |

## Nagrody i nominacje
| Rok  | Ceremonia                    | Kategoria                     | Nominowany                | Rezultat  | Przy.  |
| ---- | ---------------------------- | ----------------------------- | ------------------------- | --------- | ------ |
| 2024 | Międzynarodowy Festiwal Dram | Najlepsza Drama               | Ekstremalnie niestosowne! | Nominacja | [ 15 ] |
| 2024 | Międzynarodowy Festiwal Dram | Najlepszy Scenarzysta         | Kankurō Kudō              | Wygrana   | [ 15 ] |
| 2024 | Międzynarodowy Festiwal Dram | Najlepszy Reżyser             | Fuminori Kaneko           | Wygrana   | [ 15 ] |
| 2024 | Międzynarodowy Festiwal Dram | Najlepsza Piosenka Przewodnia | Nidone                    | Wygrana   | [ 15 ] |

## Remake
26 sierpnia 2024 roku ogłoszono, że remake dramy zostanie wyprodukowany w Korei Południowej.